# Sudamerlycaste fulvescens
Sudamerlycaste fulvescens là một loài thực vật có hoa trong họ Lan. Loài này được (Hook.) Archila mô tả khoa học đầu tiên năm 2002.